# Вяткины (дворянский род)
Вяткины —  древний русский дворянский род.
Род внесён в родословную книгу: Уфимской, Оренбургской, Казанской, Тамбовской и Таврической губерний.

## История рода
Григорий Степанович каргопольский староста (1525). Митропольчьи дети боярские Шеремет и Второй Андреевичи поручились по боярину Ивану Петровичу Яковлеву. Истома Нечаев упомянут (1567). Истома Вахромеевич губной дьяк в Пошехонье (1582).
Парфён Мятлев и его сын Воин владели поместьем во Владимирском уезде (1613). Кондратий Никитич капитан солдатского строя (1666).Дмитрий Вяткин пятидесятник томских казаков (1667). Даниил Михайлович служил в стряпчих (1692). Фёдор Вяткин подьячий приказа Большой казны (1698).